# The Brown Bunny
The Brown Bunny ist ein US-amerikanisch-japanisch-französischer Independent-Essayfilm von und mit Vincent Gallo aus dem Jahr 2003 nach seinem eigenen Drehbuch. Gallo fungierte dabei als Hauptdarsteller, Produzent und Regisseur und war zudem einer von drei Kameramännern. Die Schauspielerin Chloë Sevigny ist in einer kleinen, aber zentralen Rolle gegen Ende des Films zu sehen. Öffentliches Aufsehen erregte der Film vor allem wegen deutlich sichtbarer, nicht-simulierter Fellatio zwischen Sevigny und Gallo in einer Szene sowie eines medial ausgetragenen heftigen Streits zwischen Gallo und Filmkritiker Roger Ebert nach der Erstaufführung bei den Filmfestspielen von Cannes 2003.

## Handlung
Bud Clay, ein Motorradrennfahrer, unternimmt nach einem Rennen in New Hampshire eine Fahrt quer durch die Vereinigten Staaten, um zu seinem nächsten Rennen nach Kalifornien zu kommen. Während der gesamten Strecke kommt er von Erinnerungen an seine frühere Geliebte, Daisy, nicht los. Auf seiner Reise begegnet er drei Frauen, ist jedoch nicht dazu fähig, eine emotionale Verbindung mit einer von ihnen einzugehen.
Zuerst begegnet er Violet an einer Tankstelle in New Hampshire und überredet sie, mit ihm nach Kalifornien zu kommen. Sie halten an ihrem Haus an, wo sie noch Kleidung für die Reise einpacken möchte, doch er fährt davon, sobald sie das Haus betritt. Der nächste Halt führt Bud zum Haus von Daisys Eltern. Diese erinnern sich nicht an ihn, der im Haus nebenan aufwuchs; auch mit der Information, dass sie Clay und Daisy in ihrem Haus in Kalifornien besucht hätten, können die Eltern nur wenig anfangen. Zentrales Element der Szene ist das für den Film titelgebende braune Kaninchen (The Brown Bunny) von Daisy, das nun von ihren Eltern versorgt wird. Bud informiert sich nach dem Besuch in einem Tierheim über die Lebenserwartung von Kaninchen, und er erhält die Information, dass diese ungefähr fünf oder sechs Jahre alt würden. An einer Highway-Raststätte begegnet er einer verstörten Frau, Lilly, die er zunächst tröstet und küsst, dann jedoch selbst in Tränen ausbricht und schließlich allein davonfährt. Mit zunehmendem Fortschreiten seiner Reise nimmt die Verstörung bei Bud selbst zu; er beginnt während der Fahrt zu weinen. Am Bonneville Speedway, eine für Motorsportzwecke ausgewiesene Salztonebene, hält er an und nutzt die Gelegenheit für eine Trainingsfahrt bei hoher Geschwindigkeit auf seinem Motorrad.
In Las Vegas steuert er mit dem Wagen durch die Stadt, lehnt an Straßenecken zunächst mehrere Prostituierte ab, bittet jedoch schließlich eine Prostituierte namens Rose, ihn zum Essen zu begleiten und kauft dieses bei McDonald’s. Noch während sie dieses in seinem Wagen bei der Fahrt isst, hält er unvermittelt an, gibt ihr das zuvor versprochene Geld und lässt sie in Las Vegas an einer Straße zurück. In Los Angeles angekommen, bringt Bud sein Motorrad zu einem ihm anscheinend bekannten Motorradladen und lässt es dort für das kommende Rennen durchtesten. Anschließend fährt er zum Haus von Daisy, das er verlassen vorfindet. Nachdem sich auf seine Rufe niemand meldet und er sich erinnert, wie Daisy und er sich an diesem Ort küssten, lässt er eine Notiz, auf die er seinen Hotelnamen vermerkt, an der Haustür zurück. Im Hotel eingecheckt und auf seinem Zimmer angekommen, setzt er sich auf das Bett und wartet.
Daisy erscheint schließlich sichtbar nervös und sucht das Gespräch mit ihm, entschuldigt sich während diesem jedoch zweimal und geht in das Badezimmer, um scheinbar unbemerkt von ihm Crack zu rauchen. Bud sitzt währenddessen weiter mit gesenktem Kopf auf seinem Bett, lehnt ihren Vorschlag, gemeinsam etwas trinken zu gehen, jedoch ab, da er wegen des Ereignisses, als sie sich das letzte Mal sahen, zu trinken aufgehört habe. Ein kurzer Streit entsteht, bei dem er ihr vorwirft, andere Männer zu küssen. Sie fragt ihn schließlich, ob sie sich wie früher auf seinen Schoß setzen und ihn küssen dürfe. Bud willigt ein, Daisy vollzieht Fellatio an ihm, worauf er sie als Hure beschimpft und sich zusammengekrümmt seitlich auf das Bett legt. Sie beginnen über das bereits angedeutete Ereignis bei ihrer letzten Begegnung zu reden. Bud fragt Daisy immer wieder, warum sie auf ihrer letzten gemeinsamen Feier etwas mit einigen Männern angefangen habe. Sie versucht ihm zu erklären, dass sie eigentlich nur freundlich zu ihnen sein und mit ihnen zusammen Marihuana rauchen wollte. Bud regt sich auf, da Daisy zu jenem Zeitpunkt schwanger war und er sich düster erinnert, dass das ungeborene Kind aufgrund dessen, was auf der Feier geschehen war, starb.
Durch daraufhin folgende Rückblenden wird dem Zuschauer gezeigt, dass Daisy seinerzeit auf der Feier vergewaltigt wurde, Bud jedoch nicht eingriff. Bud versucht ihr zu erklären, dass er seinerzeit nicht wusste, was er tun sollte und deshalb die Flucht ergriff und die Feier verließ. Die letzte Rückblende zeigt seine Rückkehr zum Ort: Der leblose Körper von Daisy wird gerade vor einem Menschenauflauf auf einer Trage in einen Krankenwagen geschoben. Daisy erklärt ihm nun, dass sie an diesem Abend starb, als sie bereits vor der Vergewaltigung bewusstlos wurde und dann während der Bewusstlosigkeit an ihrem eigenen Erbrochenen erstickte. Bud wacht am nächsten Morgen allein in seinem Hotelzimmer auf, die Begegnung mit Daisy in der vorhergehenden Nacht hatte er sich nur eingebildet. Die abschließende Szene ist eine Nahaufnahme von Bud, der in seinem Truck in Kalifornien fährt.

## Hintergrund

### Filmdreh und Bewerbung
Der Film wurde in verschiedenen Bundesstaaten (u. a. New Hampshire, Massachusetts, Missouri, Utah, Nevada und Kalifornien) der Vereinigten Staaten mit 16-mm-Film gedreht und anschließend auf 35mm hochvergrößert. Nachdem sich Gallo 2003 in Cannes großer Kritik auch von Filmkritikern wie Roger Ebert ausgesetzt gesehen hatte, kürzte er den Film für Veröffentlichung und Kinostart in den USA um 25 Minuten. Dabei entfernte er einen großen Teil des Motorradrennens zu Beginn des Films (danach etwa vier Minuten kürzer), etwa sechs Minuten vom Ende des Films (im Wesentlichen Musik und schwarzes Bild) und etwa sieben Minuten der Aufnahmen von der Autofahrt vor der Rennszene am Bonneville Speedway.
Der Guardian berichtete in einem Artikel, dass zwischenzeitlich auch Kirsten Dunst und Winona Ryder für Rollen im Film vorgesehen gewesen seien; in jenem Artikel wurde auch Sevigny zu der Fellatio mit ihrem früheren Freund Gallo zitiert, dass sie bereits zuvor intim mit diesem gewesen sei und diese Szene daher nicht als derart schlimm empfunden habe.
Für den Filmtrailer nahm man sich den Stil von Andy Warhols Chelsea Girls zum Vorbild: In einem in der Mitte geteilten Bild wurde auf der einen Seite die Einzelperspektive eines Fahrers auf einer Landstraße dargestellt, auf der anderen Bildseite wurden einzelne Ausschnitte mit Sevigny aus dem Film gezeigt.
Mediale Aufmerksamkeit erregte die Bewerbung des Films 2004 auf einem großen Billboard über dem Sunset Boulevard in West Hollywood, Kalifornien. Dort wurde in Schwarzweiß ein Standbild aus der Fellatio von Gallo und Sevigny gezeigt, ohne dabei jedoch explizit sexuellen Inhalt darzustellen, man zeigte sie kniend und ihn stehend. Nach Beschwerden von Anwohnern und Geschäftsleuten wurde die Werbung jedoch entfernt.

### Cannes 2003
Die Vorführung als Wettbewerbsbeitrag im Rahmen der Filmfestspiele von Cannes 2003 war ein Misserfolg, ein Teil des Publikums verließ den Vorführort vorzeitig, ein anderer Teil äußerte lautstark Missfallen. Den Unmut der Zuschauer hatte sich dabei weniger der unkonventionelle, avantgardistische Stil des Films zugezogen, sondern vor allem die den Film abschließende Szene, in der nicht-simulierte Fellatio von Sevigny an Gallo gezeigt wird.

### Streit mit Roger Ebert und Neuschnitt des Films
Nach seiner Rückkehr nach Amerika verteidigte Gallo seinen Film, veröffentlichte jedoch eine neue Schnittversion des Films, die die Handlungsstränge klarer und kompakter darstellen sollte. Mit dem Filmkritiker Roger Ebert lieferte er sich jedoch ein mit harten Worten geführtes Mediengefecht, in dem Gallo zunächst Ebert als “fat pig with the physique of a slave trader.” (zu Deutsch in etwa: „fette Sau mit der Statur eines Sklavenhändlers“) titulierte, woraufhin Ebert – unter Anspielung auf ein Zitat Winston Churchills – als Replik schrieb: “[…] one day I will be thin, but Vincent Gallo will always be the director of The Brown Bunny” (zu Deutsch in etwa: „eines Tages werde ich dünn sein, doch Vincent Gallo wird immer der Regisseur von The Brown Bunny bleiben“). Daraufhin behauptete Gallo, er habe den Grimmdarm des Filmkritikers mit einem Fluch belegt und so dessen Krebserkrankung verursacht. Ebert beantwortete dies mit der Erklärung, das Ansehen seiner Koloskopie auf Video hätte ihm mehr Vergnügen bereitet als The Brown Bunny.
Der Aufführung der kürzeren, neu geschnittenen Filmversion später im Jahr 2003 auf dem Toronto International Film Festival folgte eine wohlwollendere Bewertung des Films durch zahlreiche Kritiker, darunter auch Ebert, der in einer Episode seiner Fernsehshow Ebert & Roeper schließlich eine Empfehlung für den Film abgab. Kurze Zeit später teilte Ebert zudem mit, dass er mit Gallo Frieden geschlossen habe; Gallo selbst hatte bereits zuvor erklärt, dass sein Fluch als Scherz gemeint gewesen und zudem fehlerhaft interpretiert worden sei.

### Soundtrack
Der Soundtrack des Films wurde 2004 exklusiv in Japan durch das Plattenlabel Tulip veröffentlicht. Während die ersten fünf, von verschiedenen Künstlern stammenden Tracks auch im Film vorkommen, ist dies bei den anderen fünf Tracks, allesamt von John Frusciante, nicht der Fall.
Trackliste
1. Come Wander with Me (Jeff Alexander)
2. Tears for Dolphy (Ted Curson)
3. Milk and Honey (Jackson C. Frank)
4. Beautiful (Gordon Lightfoot)
5. Smooth (Matisse / Accardo Quartet)
6. Forever Away (John Frusciante)
7. Dying Song (John Frusciante)
8. Leave All the Days Behind (John Frusciante)
9. Prostitution Song (John Frusciante)
10. Falling (John Frusciante)

## Kritiken
Desson Thomas von der Washington Post beschreibt den Film als Kuriosität, dessen tieferen Sinn wohl nur Gallo selbst verstehe. Manohla Dargis von der New York Times vergleicht die lose Struktur des sehenswerten Films mit Two-Lane Blacktop von Monte Hellman aus dem Jahr 1971, sieht den Protagonisten bei Gallo jedoch liebevoller gestaltet. Dargis fühlt sich zwar durch die kaum vorhandene Handlung die meiste Zeit noch zufriedengestellt, das Ende jedoch sei zu weinerlich geworden. Als überraschend und bewegend bewertet hingegen Owen Gleiberman von Entertainment Weekly das Ende, das Talent von Gallo werde zudem über den gesamten Film hinweg durchweg deutlich.

## Auszeichnungen
The Brown Bunny gewann 2003 den FIPRESCI-Preis der Viennale in Wien. Der Film war zudem im selben Jahr im Wettbewerb um die Goldene Palme der Filmfestspiele von Cannes und den Golden Alexander des Thessaloniki Film Festivals.